# Хертмана тема
Те́ма Хертмана — тема в шаховій композиції. Суть теми — в механізмі повної чорної півзв'язки проходить тема Гутгарта-1.

## Історія
Цю ідею запропонував в 20-х роках  ХХ століття угорський шаховий композитор Сандор Хертман (29.09.1906 — 1942), він друкував свої задачі під псевдонімом Сандор Хун.
Є ряд тем, в яких грає повна чорна півзв'язка. Зокрема в ідеї Хертмана також використана повна чорна півзв'язка — в тематичних варіантах фігури чорної півзв'язки, ідучи з тематичної лінії, перекривають свою фігуру, яка  при цьому стає зв'язаною, а білі наступним ходом розв'язують цю чорну фігуру, оголошуючи мат з використанням перекриття. В результаті пройшла тема Гутгарта-1, а перекриваючі і ті, що перекриваються, тематичні фігури знаходяться в механізмі повної чорної півзв'язки.
Ідея дістала назву — тема Хертмана.
|   | a | b | c | d | e | f | g | h |   |
| 8 | c8 чорний кінь · d8 білий ферзь · a7 чорний пішак · b7 чорний слон · a6 чорний король · c6 чорна тура · d6 чорний слон · g6 біла тура · a5 білий кінь · b5 білий кінь · d5 чорний пішак · d4 білий слон · f4 чорний пішак · a3 чорний пішак · b3 білий пішак · c3 білий пішак · a2 біла тура · c1 білий король · f1 білий слон | c8 чорний кінь · d8 білий ферзь · a7 чорний пішак · b7 чорний слон · a6 чорний король · c6 чорна тура · d6 чорний слон · g6 біла тура · a5 білий кінь · b5 білий кінь · d5 чорний пішак · d4 білий слон · f4 чорний пішак · a3 чорний пішак · b3 білий пішак · c3 білий пішак · a2 біла тура · c1 білий король · f1 білий слон | c8 чорний кінь · d8 білий ферзь · a7 чорний пішак · b7 чорний слон · a6 чорний король · c6 чорна тура · d6 чорний слон · g6 біла тура · a5 білий кінь · b5 білий кінь · d5 чорний пішак · d4 білий слон · f4 чорний пішак · a3 чорний пішак · b3 білий пішак · c3 білий пішак · a2 біла тура · c1 білий король · f1 білий слон | c8 чорний кінь · d8 білий ферзь · a7 чорний пішак · b7 чорний слон · a6 чорний король · c6 чорна тура · d6 чорний слон · g6 біла тура · a5 білий кінь · b5 білий кінь · d5 чорний пішак · d4 білий слон · f4 чорний пішак · a3 чорний пішак · b3 білий пішак · c3 білий пішак · a2 біла тура · c1 білий король · f1 білий слон | c8 чорний кінь · d8 білий ферзь · a7 чорний пішак · b7 чорний слон · a6 чорний король · c6 чорна тура · d6 чорний слон · g6 біла тура · a5 білий кінь · b5 білий кінь · d5 чорний пішак · d4 білий слон · f4 чорний пішак · a3 чорний пішак · b3 білий пішак · c3 білий пішак · a2 біла тура · c1 білий король · f1 білий слон | c8 чорний кінь · d8 білий ферзь · a7 чорний пішак · b7 чорний слон · a6 чорний король · c6 чорна тура · d6 чорний слон · g6 біла тура · a5 білий кінь · b5 білий кінь · d5 чорний пішак · d4 білий слон · f4 чорний пішак · a3 чорний пішак · b3 білий пішак · c3 білий пішак · a2 біла тура · c1 білий король · f1 білий слон | c8 чорний кінь · d8 білий ферзь · a7 чорний пішак · b7 чорний слон · a6 чорний король · c6 чорна тура · d6 чорний слон · g6 біла тура · a5 білий кінь · b5 білий кінь · d5 чорний пішак · d4 білий слон · f4 чорний пішак · a3 чорний пішак · b3 білий пішак · c3 білий пішак · a2 біла тура · c1 білий король · f1 білий слон | c8 чорний кінь · d8 білий ферзь · a7 чорний пішак · b7 чорний слон · a6 чорний король · c6 чорна тура · d6 чорний слон · g6 біла тура · a5 білий кінь · b5 білий кінь · d5 чорний пішак · d4 білий слон · f4 чорний пішак · a3 чорний пішак · b3 білий пішак · c3 білий пішак · a2 біла тура · c1 білий король · f1 білий слон | 8 |
| 7 | c8 чорний кінь · d8 білий ферзь · a7 чорний пішак · b7 чорний слон · a6 чорний король · c6 чорна тура · d6 чорний слон · g6 біла тура · a5 білий кінь · b5 білий кінь · d5 чорний пішак · d4 білий слон · f4 чорний пішак · a3 чорний пішак · b3 білий пішак · c3 білий пішак · a2 біла тура · c1 білий король · f1 білий слон | c8 чорний кінь · d8 білий ферзь · a7 чорний пішак · b7 чорний слон · a6 чорний король · c6 чорна тура · d6 чорний слон · g6 біла тура · a5 білий кінь · b5 білий кінь · d5 чорний пішак · d4 білий слон · f4 чорний пішак · a3 чорний пішак · b3 білий пішак · c3 білий пішак · a2 біла тура · c1 білий король · f1 білий слон | c8 чорний кінь · d8 білий ферзь · a7 чорний пішак · b7 чорний слон · a6 чорний король · c6 чорна тура · d6 чорний слон · g6 біла тура · a5 білий кінь · b5 білий кінь · d5 чорний пішак · d4 білий слон · f4 чорний пішак · a3 чорний пішак · b3 білий пішак · c3 білий пішак · a2 біла тура · c1 білий король · f1 білий слон | c8 чорний кінь · d8 білий ферзь · a7 чорний пішак · b7 чорний слон · a6 чорний король · c6 чорна тура · d6 чорний слон · g6 біла тура · a5 білий кінь · b5 білий кінь · d5 чорний пішак · d4 білий слон · f4 чорний пішак · a3 чорний пішак · b3 білий пішак · c3 білий пішак · a2 біла тура · c1 білий король · f1 білий слон | c8 чорний кінь · d8 білий ферзь · a7 чорний пішак · b7 чорний слон · a6 чорний король · c6 чорна тура · d6 чорний слон · g6 біла тура · a5 білий кінь · b5 білий кінь · d5 чорний пішак · d4 білий слон · f4 чорний пішак · a3 чорний пішак · b3 білий пішак · c3 білий пішак · a2 біла тура · c1 білий король · f1 білий слон | c8 чорний кінь · d8 білий ферзь · a7 чорний пішак · b7 чорний слон · a6 чорний король · c6 чорна тура · d6 чорний слон · g6 біла тура · a5 білий кінь · b5 білий кінь · d5 чорний пішак · d4 білий слон · f4 чорний пішак · a3 чорний пішак · b3 білий пішак · c3 білий пішак · a2 біла тура · c1 білий король · f1 білий слон | c8 чорний кінь · d8 білий ферзь · a7 чорний пішак · b7 чорний слон · a6 чорний король · c6 чорна тура · d6 чорний слон · g6 біла тура · a5 білий кінь · b5 білий кінь · d5 чорний пішак · d4 білий слон · f4 чорний пішак · a3 чорний пішак · b3 білий пішак · c3 білий пішак · a2 біла тура · c1 білий король · f1 білий слон | c8 чорний кінь · d8 білий ферзь · a7 чорний пішак · b7 чорний слон · a6 чорний король · c6 чорна тура · d6 чорний слон · g6 біла тура · a5 білий кінь · b5 білий кінь · d5 чорний пішак · d4 білий слон · f4 чорний пішак · a3 чорний пішак · b3 білий пішак · c3 білий пішак · a2 біла тура · c1 білий король · f1 білий слон | 7 |
| 6 | c8 чорний кінь · d8 білий ферзь · a7 чорний пішак · b7 чорний слон · a6 чорний король · c6 чорна тура · d6 чорний слон · g6 біла тура · a5 білий кінь · b5 білий кінь · d5 чорний пішак · d4 білий слон · f4 чорний пішак · a3 чорний пішак · b3 білий пішак · c3 білий пішак · a2 біла тура · c1 білий король · f1 білий слон | c8 чорний кінь · d8 білий ферзь · a7 чорний пішак · b7 чорний слон · a6 чорний король · c6 чорна тура · d6 чорний слон · g6 біла тура · a5 білий кінь · b5 білий кінь · d5 чорний пішак · d4 білий слон · f4 чорний пішак · a3 чорний пішак · b3 білий пішак · c3 білий пішак · a2 біла тура · c1 білий король · f1 білий слон | c8 чорний кінь · d8 білий ферзь · a7 чорний пішак · b7 чорний слон · a6 чорний король · c6 чорна тура · d6 чорний слон · g6 біла тура · a5 білий кінь · b5 білий кінь · d5 чорний пішак · d4 білий слон · f4 чорний пішак · a3 чорний пішак · b3 білий пішак · c3 білий пішак · a2 біла тура · c1 білий король · f1 білий слон | c8 чорний кінь · d8 білий ферзь · a7 чорний пішак · b7 чорний слон · a6 чорний король · c6 чорна тура · d6 чорний слон · g6 біла тура · a5 білий кінь · b5 білий кінь · d5 чорний пішак · d4 білий слон · f4 чорний пішак · a3 чорний пішак · b3 білий пішак · c3 білий пішак · a2 біла тура · c1 білий король · f1 білий слон | c8 чорний кінь · d8 білий ферзь · a7 чорний пішак · b7 чорний слон · a6 чорний король · c6 чорна тура · d6 чорний слон · g6 біла тура · a5 білий кінь · b5 білий кінь · d5 чорний пішак · d4 білий слон · f4 чорний пішак · a3 чорний пішак · b3 білий пішак · c3 білий пішак · a2 біла тура · c1 білий король · f1 білий слон | c8 чорний кінь · d8 білий ферзь · a7 чорний пішак · b7 чорний слон · a6 чорний король · c6 чорна тура · d6 чорний слон · g6 біла тура · a5 білий кінь · b5 білий кінь · d5 чорний пішак · d4 білий слон · f4 чорний пішак · a3 чорний пішак · b3 білий пішак · c3 білий пішак · a2 біла тура · c1 білий король · f1 білий слон | c8 чорний кінь · d8 білий ферзь · a7 чорний пішак · b7 чорний слон · a6 чорний король · c6 чорна тура · d6 чорний слон · g6 біла тура · a5 білий кінь · b5 білий кінь · d5 чорний пішак · d4 білий слон · f4 чорний пішак · a3 чорний пішак · b3 білий пішак · c3 білий пішак · a2 біла тура · c1 білий король · f1 білий слон | c8 чорний кінь · d8 білий ферзь · a7 чорний пішак · b7 чорний слон · a6 чорний король · c6 чорна тура · d6 чорний слон · g6 біла тура · a5 білий кінь · b5 білий кінь · d5 чорний пішак · d4 білий слон · f4 чорний пішак · a3 чорний пішак · b3 білий пішак · c3 білий пішак · a2 біла тура · c1 білий король · f1 білий слон | 6 |
| 5 | c8 чорний кінь · d8 білий ферзь · a7 чорний пішак · b7 чорний слон · a6 чорний король · c6 чорна тура · d6 чорний слон · g6 біла тура · a5 білий кінь · b5 білий кінь · d5 чорний пішак · d4 білий слон · f4 чорний пішак · a3 чорний пішак · b3 білий пішак · c3 білий пішак · a2 біла тура · c1 білий король · f1 білий слон | c8 чорний кінь · d8 білий ферзь · a7 чорний пішак · b7 чорний слон · a6 чорний король · c6 чорна тура · d6 чорний слон · g6 біла тура · a5 білий кінь · b5 білий кінь · d5 чорний пішак · d4 білий слон · f4 чорний пішак · a3 чорний пішак · b3 білий пішак · c3 білий пішак · a2 біла тура · c1 білий король · f1 білий слон | c8 чорний кінь · d8 білий ферзь · a7 чорний пішак · b7 чорний слон · a6 чорний король · c6 чорна тура · d6 чорний слон · g6 біла тура · a5 білий кінь · b5 білий кінь · d5 чорний пішак · d4 білий слон · f4 чорний пішак · a3 чорний пішак · b3 білий пішак · c3 білий пішак · a2 біла тура · c1 білий король · f1 білий слон | c8 чорний кінь · d8 білий ферзь · a7 чорний пішак · b7 чорний слон · a6 чорний король · c6 чорна тура · d6 чорний слон · g6 біла тура · a5 білий кінь · b5 білий кінь · d5 чорний пішак · d4 білий слон · f4 чорний пішак · a3 чорний пішак · b3 білий пішак · c3 білий пішак · a2 біла тура · c1 білий король · f1 білий слон | c8 чорний кінь · d8 білий ферзь · a7 чорний пішак · b7 чорний слон · a6 чорний король · c6 чорна тура · d6 чорний слон · g6 біла тура · a5 білий кінь · b5 білий кінь · d5 чорний пішак · d4 білий слон · f4 чорний пішак · a3 чорний пішак · b3 білий пішак · c3 білий пішак · a2 біла тура · c1 білий король · f1 білий слон | c8 чорний кінь · d8 білий ферзь · a7 чорний пішак · b7 чорний слон · a6 чорний король · c6 чорна тура · d6 чорний слон · g6 біла тура · a5 білий кінь · b5 білий кінь · d5 чорний пішак · d4 білий слон · f4 чорний пішак · a3 чорний пішак · b3 білий пішак · c3 білий пішак · a2 біла тура · c1 білий король · f1 білий слон | c8 чорний кінь · d8 білий ферзь · a7 чорний пішак · b7 чорний слон · a6 чорний король · c6 чорна тура · d6 чорний слон · g6 біла тура · a5 білий кінь · b5 білий кінь · d5 чорний пішак · d4 білий слон · f4 чорний пішак · a3 чорний пішак · b3 білий пішак · c3 білий пішак · a2 біла тура · c1 білий король · f1 білий слон | c8 чорний кінь · d8 білий ферзь · a7 чорний пішак · b7 чорний слон · a6 чорний король · c6 чорна тура · d6 чорний слон · g6 біла тура · a5 білий кінь · b5 білий кінь · d5 чорний пішак · d4 білий слон · f4 чорний пішак · a3 чорний пішак · b3 білий пішак · c3 білий пішак · a2 біла тура · c1 білий король · f1 білий слон | 5 |
| 4 | c8 чорний кінь · d8 білий ферзь · a7 чорний пішак · b7 чорний слон · a6 чорний король · c6 чорна тура · d6 чорний слон · g6 біла тура · a5 білий кінь · b5 білий кінь · d5 чорний пішак · d4 білий слон · f4 чорний пішак · a3 чорний пішак · b3 білий пішак · c3 білий пішак · a2 біла тура · c1 білий король · f1 білий слон | c8 чорний кінь · d8 білий ферзь · a7 чорний пішак · b7 чорний слон · a6 чорний король · c6 чорна тура · d6 чорний слон · g6 біла тура · a5 білий кінь · b5 білий кінь · d5 чорний пішак · d4 білий слон · f4 чорний пішак · a3 чорний пішак · b3 білий пішак · c3 білий пішак · a2 біла тура · c1 білий король · f1 білий слон | c8 чорний кінь · d8 білий ферзь · a7 чорний пішак · b7 чорний слон · a6 чорний король · c6 чорна тура · d6 чорний слон · g6 біла тура · a5 білий кінь · b5 білий кінь · d5 чорний пішак · d4 білий слон · f4 чорний пішак · a3 чорний пішак · b3 білий пішак · c3 білий пішак · a2 біла тура · c1 білий король · f1 білий слон | c8 чорний кінь · d8 білий ферзь · a7 чорний пішак · b7 чорний слон · a6 чорний король · c6 чорна тура · d6 чорний слон · g6 біла тура · a5 білий кінь · b5 білий кінь · d5 чорний пішак · d4 білий слон · f4 чорний пішак · a3 чорний пішак · b3 білий пішак · c3 білий пішак · a2 біла тура · c1 білий король · f1 білий слон | c8 чорний кінь · d8 білий ферзь · a7 чорний пішак · b7 чорний слон · a6 чорний король · c6 чорна тура · d6 чорний слон · g6 біла тура · a5 білий кінь · b5 білий кінь · d5 чорний пішак · d4 білий слон · f4 чорний пішак · a3 чорний пішак · b3 білий пішак · c3 білий пішак · a2 біла тура · c1 білий король · f1 білий слон | c8 чорний кінь · d8 білий ферзь · a7 чорний пішак · b7 чорний слон · a6 чорний король · c6 чорна тура · d6 чорний слон · g6 біла тура · a5 білий кінь · b5 білий кінь · d5 чорний пішак · d4 білий слон · f4 чорний пішак · a3 чорний пішак · b3 білий пішак · c3 білий пішак · a2 біла тура · c1 білий король · f1 білий слон | c8 чорний кінь · d8 білий ферзь · a7 чорний пішак · b7 чорний слон · a6 чорний король · c6 чорна тура · d6 чорний слон · g6 біла тура · a5 білий кінь · b5 білий кінь · d5 чорний пішак · d4 білий слон · f4 чорний пішак · a3 чорний пішак · b3 білий пішак · c3 білий пішак · a2 біла тура · c1 білий король · f1 білий слон | c8 чорний кінь · d8 білий ферзь · a7 чорний пішак · b7 чорний слон · a6 чорний король · c6 чорна тура · d6 чорний слон · g6 біла тура · a5 білий кінь · b5 білий кінь · d5 чорний пішак · d4 білий слон · f4 чорний пішак · a3 чорний пішак · b3 білий пішак · c3 білий пішак · a2 біла тура · c1 білий король · f1 білий слон | 4 |
| 3 | c8 чорний кінь · d8 білий ферзь · a7 чорний пішак · b7 чорний слон · a6 чорний король · c6 чорна тура · d6 чорний слон · g6 біла тура · a5 білий кінь · b5 білий кінь · d5 чорний пішак · d4 білий слон · f4 чорний пішак · a3 чорний пішак · b3 білий пішак · c3 білий пішак · a2 біла тура · c1 білий король · f1 білий слон | c8 чорний кінь · d8 білий ферзь · a7 чорний пішак · b7 чорний слон · a6 чорний король · c6 чорна тура · d6 чорний слон · g6 біла тура · a5 білий кінь · b5 білий кінь · d5 чорний пішак · d4 білий слон · f4 чорний пішак · a3 чорний пішак · b3 білий пішак · c3 білий пішак · a2 біла тура · c1 білий король · f1 білий слон | c8 чорний кінь · d8 білий ферзь · a7 чорний пішак · b7 чорний слон · a6 чорний король · c6 чорна тура · d6 чорний слон · g6 біла тура · a5 білий кінь · b5 білий кінь · d5 чорний пішак · d4 білий слон · f4 чорний пішак · a3 чорний пішак · b3 білий пішак · c3 білий пішак · a2 біла тура · c1 білий король · f1 білий слон | c8 чорний кінь · d8 білий ферзь · a7 чорний пішак · b7 чорний слон · a6 чорний король · c6 чорна тура · d6 чорний слон · g6 біла тура · a5 білий кінь · b5 білий кінь · d5 чорний пішак · d4 білий слон · f4 чорний пішак · a3 чорний пішак · b3 білий пішак · c3 білий пішак · a2 біла тура · c1 білий король · f1 білий слон | c8 чорний кінь · d8 білий ферзь · a7 чорний пішак · b7 чорний слон · a6 чорний король · c6 чорна тура · d6 чорний слон · g6 біла тура · a5 білий кінь · b5 білий кінь · d5 чорний пішак · d4 білий слон · f4 чорний пішак · a3 чорний пішак · b3 білий пішак · c3 білий пішак · a2 біла тура · c1 білий король · f1 білий слон | c8 чорний кінь · d8 білий ферзь · a7 чорний пішак · b7 чорний слон · a6 чорний король · c6 чорна тура · d6 чорний слон · g6 біла тура · a5 білий кінь · b5 білий кінь · d5 чорний пішак · d4 білий слон · f4 чорний пішак · a3 чорний пішак · b3 білий пішак · c3 білий пішак · a2 біла тура · c1 білий король · f1 білий слон | c8 чорний кінь · d8 білий ферзь · a7 чорний пішак · b7 чорний слон · a6 чорний король · c6 чорна тура · d6 чорний слон · g6 біла тура · a5 білий кінь · b5 білий кінь · d5 чорний пішак · d4 білий слон · f4 чорний пішак · a3 чорний пішак · b3 білий пішак · c3 білий пішак · a2 біла тура · c1 білий король · f1 білий слон | c8 чорний кінь · d8 білий ферзь · a7 чорний пішак · b7 чорний слон · a6 чорний король · c6 чорна тура · d6 чорний слон · g6 біла тура · a5 білий кінь · b5 білий кінь · d5 чорний пішак · d4 білий слон · f4 чорний пішак · a3 чорний пішак · b3 білий пішак · c3 білий пішак · a2 біла тура · c1 білий король · f1 білий слон | 3 |
| 2 | c8 чорний кінь · d8 білий ферзь · a7 чорний пішак · b7 чорний слон · a6 чорний король · c6 чорна тура · d6 чорний слон · g6 біла тура · a5 білий кінь · b5 білий кінь · d5 чорний пішак · d4 білий слон · f4 чорний пішак · a3 чорний пішак · b3 білий пішак · c3 білий пішак · a2 біла тура · c1 білий король · f1 білий слон | c8 чорний кінь · d8 білий ферзь · a7 чорний пішак · b7 чорний слон · a6 чорний король · c6 чорна тура · d6 чорний слон · g6 біла тура · a5 білий кінь · b5 білий кінь · d5 чорний пішак · d4 білий слон · f4 чорний пішак · a3 чорний пішак · b3 білий пішак · c3 білий пішак · a2 біла тура · c1 білий король · f1 білий слон | c8 чорний кінь · d8 білий ферзь · a7 чорний пішак · b7 чорний слон · a6 чорний король · c6 чорна тура · d6 чорний слон · g6 біла тура · a5 білий кінь · b5 білий кінь · d5 чорний пішак · d4 білий слон · f4 чорний пішак · a3 чорний пішак · b3 білий пішак · c3 білий пішак · a2 біла тура · c1 білий король · f1 білий слон | c8 чорний кінь · d8 білий ферзь · a7 чорний пішак · b7 чорний слон · a6 чорний король · c6 чорна тура · d6 чорний слон · g6 біла тура · a5 білий кінь · b5 білий кінь · d5 чорний пішак · d4 білий слон · f4 чорний пішак · a3 чорний пішак · b3 білий пішак · c3 білий пішак · a2 біла тура · c1 білий король · f1 білий слон | c8 чорний кінь · d8 білий ферзь · a7 чорний пішак · b7 чорний слон · a6 чорний король · c6 чорна тура · d6 чорний слон · g6 біла тура · a5 білий кінь · b5 білий кінь · d5 чорний пішак · d4 білий слон · f4 чорний пішак · a3 чорний пішак · b3 білий пішак · c3 білий пішак · a2 біла тура · c1 білий король · f1 білий слон | c8 чорний кінь · d8 білий ферзь · a7 чорний пішак · b7 чорний слон · a6 чорний король · c6 чорна тура · d6 чорний слон · g6 біла тура · a5 білий кінь · b5 білий кінь · d5 чорний пішак · d4 білий слон · f4 чорний пішак · a3 чорний пішак · b3 білий пішак · c3 білий пішак · a2 біла тура · c1 білий король · f1 білий слон | c8 чорний кінь · d8 білий ферзь · a7 чорний пішак · b7 чорний слон · a6 чорний король · c6 чорна тура · d6 чорний слон · g6 біла тура · a5 білий кінь · b5 білий кінь · d5 чорний пішак · d4 білий слон · f4 чорний пішак · a3 чорний пішак · b3 білий пішак · c3 білий пішак · a2 біла тура · c1 білий король · f1 білий слон | c8 чорний кінь · d8 білий ферзь · a7 чорний пішак · b7 чорний слон · a6 чорний король · c6 чорна тура · d6 чорний слон · g6 біла тура · a5 білий кінь · b5 білий кінь · d5 чорний пішак · d4 білий слон · f4 чорний пішак · a3 чорний пішак · b3 білий пішак · c3 білий пішак · a2 біла тура · c1 білий король · f1 білий слон | 2 |
| 1 | c8 чорний кінь · d8 білий ферзь · a7 чорний пішак · b7 чорний слон · a6 чорний король · c6 чорна тура · d6 чорний слон · g6 біла тура · a5 білий кінь · b5 білий кінь · d5 чорний пішак · d4 білий слон · f4 чорний пішак · a3 чорний пішак · b3 білий пішак · c3 білий пішак · a2 біла тура · c1 білий король · f1 білий слон | c8 чорний кінь · d8 білий ферзь · a7 чорний пішак · b7 чорний слон · a6 чорний король · c6 чорна тура · d6 чорний слон · g6 біла тура · a5 білий кінь · b5 білий кінь · d5 чорний пішак · d4 білий слон · f4 чорний пішак · a3 чорний пішак · b3 білий пішак · c3 білий пішак · a2 біла тура · c1 білий король · f1 білий слон | c8 чорний кінь · d8 білий ферзь · a7 чорний пішак · b7 чорний слон · a6 чорний король · c6 чорна тура · d6 чорний слон · g6 біла тура · a5 білий кінь · b5 білий кінь · d5 чорний пішак · d4 білий слон · f4 чорний пішак · a3 чорний пішак · b3 білий пішак · c3 білий пішак · a2 біла тура · c1 білий король · f1 білий слон | c8 чорний кінь · d8 білий ферзь · a7 чорний пішак · b7 чорний слон · a6 чорний король · c6 чорна тура · d6 чорний слон · g6 біла тура · a5 білий кінь · b5 білий кінь · d5 чорний пішак · d4 білий слон · f4 чорний пішак · a3 чорний пішак · b3 білий пішак · c3 білий пішак · a2 біла тура · c1 білий король · f1 білий слон | c8 чорний кінь · d8 білий ферзь · a7 чорний пішак · b7 чорний слон · a6 чорний король · c6 чорна тура · d6 чорний слон · g6 біла тура · a5 білий кінь · b5 білий кінь · d5 чорний пішак · d4 білий слон · f4 чорний пішак · a3 чорний пішак · b3 білий пішак · c3 білий пішак · a2 біла тура · c1 білий король · f1 білий слон | c8 чорний кінь · d8 білий ферзь · a7 чорний пішак · b7 чорний слон · a6 чорний король · c6 чорна тура · d6 чорний слон · g6 біла тура · a5 білий кінь · b5 білий кінь · d5 чорний пішак · d4 білий слон · f4 чорний пішак · a3 чорний пішак · b3 білий пішак · c3 білий пішак · a2 біла тура · c1 білий король · f1 білий слон | c8 чорний кінь · d8 білий ферзь · a7 чорний пішак · b7 чорний слон · a6 чорний король · c6 чорна тура · d6 чорний слон · g6 біла тура · a5 білий кінь · b5 білий кінь · d5 чорний пішак · d4 білий слон · f4 чорний пішак · a3 чорний пішак · b3 білий пішак · c3 білий пішак · a2 біла тура · c1 білий король · f1 білий слон | c8 чорний кінь · d8 білий ферзь · a7 чорний пішак · b7 чорний слон · a6 чорний король · c6 чорна тура · d6 чорний слон · g6 біла тура · a5 білий кінь · b5 білий кінь · d5 чорний пішак · d4 білий слон · f4 чорний пішак · a3 чорний пішак · b3 білий пішак · c3 білий пішак · a2 біла тура · c1 білий король · f1 білий слон | 1 |
|   | a | b | c | d | e | f | g | h |   |

1. Ta3! ~ 2. Sc7#
1. ... Lc5 2. Sd6#
1. ... Tc5 2. Sc6#
- — - — - — -
1. ... L:a3 2. S:a3#
1. ... T:c3 2. S:c3#